# Галф-Стрім (Флорида)
Галф-Стрім (англ. Gulf Stream) — місто (англ. town) в США, в окрузі Палм-Біч штату Флорида. Населення — 954 особи (2020).

## Географія
Галф-Стрім розташований за координатами 26°29′9″ пн. ш. 80°3′27″ зх. д. / 26.48583° пн. ш. 80.05750° зх. д. (26.485920, -80.057452).  За даними Бюро перепису населення США в 2010 році місто мало площу 2,14 км², з яких 1,91 км² — суходіл та 0,22 км² — водойми.

## Демографія
Згідно з переписом 2010 року, у місті мешкало 786 осіб у 361 домогосподарстві у складі 251 родини. Густота населення становила 368 осіб/км².  Було 525 помешкань (246/км²).
Расовий склад населення:
| - 98,5 % — білих - 0,6 % — азіатів - 0,3 % — чорних або афроамериканців |

До двох чи більше рас належало 0,1 %. Частка іспаномовних становила 4,3 % від усіх жителів.
За віковим діапазоном населення розподілялося таким чином: 16,0 % — особи молодші 18 років, 48,0 % — особи у віці 18—64 років, 36,0 % — особи у віці 65 років та старші. Медіана віку мешканця становила 58,2 року. На 100 осіб жіночої статі у місті припадало 99,5 чоловіків;  на 100 жінок у віці від 18 років та старших — 93,5 чоловіків також старших 18 років.
Середній дохід на одне домашнє господарство  становив 299 786 доларів США (медіана — 185 833), а середній дохід на одну сім'ю — 364 093 долари (медіана — 221 250). За межею бідності перебувало 3,4 % осіб, у тому числі 0,0 % дітей у віці до 18 років та 4,7 % осіб у віці 65 років та старших.
Цивільне працевлаштоване населення становило 292 особи. Основні галузі зайнятості: фінанси, страхування та нерухомість — 25,3 %, роздрібна торгівля — 17,5 %, освіта, охорона здоров'я та соціальна допомога — 16,4 %.